# Verkittung

Schnittbild eines Objektivs vom Tessar-Typ, bei dem die beiden hinteren Linsen verkittet sind. Es besitzt vier Linsen in drei Gruppen.

Durch Verkittung werden bei der Herstellung optischer Systeme Linsen miteinander verbunden.
Die Oberflächen müssen gleiche Radien aufweisen und werden mit einer dünnen durchsichtigen Kittschicht zusammenklebt. Früher verwendete man Lärchenharz oder Kanadabalsam als Optikkitt bzw. Optikpech, heute meist Kunstharz.
Verkitten ist sinnvoll, wenn sich bei der Konstruktion des Systems ergibt, dass die benachbarten Flächen zweier Linsen ähnliche Radien und einen kleinen Abstand voneinander aufweisen. Dann werden durch das Verkitten dieser Flächen die Eigenschaften des Systems meistens nicht entscheidend geändert, d. h. die Abbildungsfehler können mit den verkitteten Flächen nahezu genauso gut korrigiert werden.
Das Verkitten geschieht, um die Fertigungskosten zu reduzieren. Die verkitteten Flächen müssen nicht vergütet werden, weil an den Glas-Kitt-Flächen durch den kleineren Brechungsindex-Unterschied weniger Licht reflektiert wird. Außerdem werden die Konstruktion der Fassung und der Montagevorgang vereinfacht, wenn weniger Gruppen zu montieren sind. Als Gruppe bezeichnet man zwei oder mehr miteinander verkittete Linsen sowie eine einzelne, nicht verkittete Linse.
Verkittet wird auch, um Totalreflexion an einer Glas-Luft-Fläche zu verhindern. Wenn die betreffende Linse mit der nachfolgenden verkittet wird, sinkt der Brechungsindexunterschied an der Fläche, und die Strahlen können mit einem größeren Einfallswinkel auf die Fläche treffen.

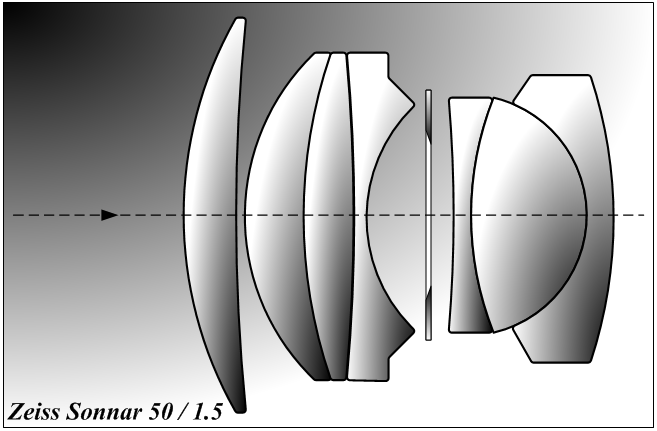
Frühes Sonnar 1:1,5 50 mm für Kleinbild

Früher diente das Verkitten auch dazu, die Auswirkungen der Reflexion an den Glas-Luft-Flächen zu vermindern, indem man deren Anzahl reduzierte. Eine Kittfläche verringert den Anteil der Reflexion, liefert aber trotzdem Freiheitsgrade für die Korrektur der Abbildungsfehler. Frühere Objektivkonstruktionen wiesen deshalb oft viele Kittflächen auf, wie das abgebildete Sonnar mit sieben Linsen in drei Gruppen. Es gab sogar Konstruktionen mit zehn Linsen in zwei Gruppen. Heute ist dies kein Kriterium mehr, da es hochwertige Vergütungsverfahren gibt, die die Reflexion ebenso gut reduzieren.
Das Ansprengen ist eine ähnliche Technik, um zwei Linsen zu verbinden. Dabei wird kein Kitt verwendet, sondern die Linsen haften durch Adhäsion direkt aneinander. Der Vorteil ist die größere Präzision, da man tatsächlich nur eine Fläche hat, und nicht zwei, welche die Kittschicht von nicht genau definierter Dicke begrenzen. Nachteilig ist aber, dass die Flächen, die angesprengt werden, sehr genau gearbeitet werden müssen, und nach dem Ansprengen kann die gegenseitige Position der Linsen nicht mehr korrigiert werden. Verkittete Linsen kann man dagegen noch etwas gegeneinander verschieben, solange der Kitt noch nicht hart geworden ist.